# Leszek Berezowski
Leszek Adam Berezowski – polski językoznawca, prof. dr hab. nauk humanistycznych, profesor zwyczajny w Instytucie Filologii Angielskiej Wydziału Filologicznego Uniwersytetu Wrocławskiego i profesor nadzwyczajny w Zakładzie Neofilologii Wydziału Nauk Społecznych i Humanistycznych Państwowej Wyższej Szkole Zawodowej im. Witelona w Legnicy.

## Życiorys
13 grudnia 1994 obronił pracę doktorską Dialect in Translation, a 15 stycznia 2002 habilitował się na podstawie pracy zatytułowanej Articles and Proper Names (Przedimki a nazwy własne). 23 grudnia 2010 nadano mu tytuł profesora nauk humanistycznych. Pracował w Instytucie Filologii Angielskiej na Wydziale Filologicznym Uniwersytetu Opolskiego.
Pracował na stanowisku profesora na Wydziale Nauk Humanistycznych i Społecznych Karkonoskiej Państwowej Szkole Wyższej w Jeleniej Górze. Objął stanowisko profesora zwyczajnego w Instytucie Filologii Angielskiej na Wydziale Filologicznym Uniwersytetu Wrocławskiego, oraz profesora nadzwyczajnego w Zakładzie Neofilologii na Wydziale Nauk Społecznych i Humanistycznych Państwowej Wyższej Szkole Zawodowej im. Witelona w Legnicy. Jest prodziekanem Wydziału Filologicznego Uniwersytetu Wrocławskiego.
Był dyrektorem Instytutu Filologii Angielskiej Wydziału Filologicznego Uniwersytetu Wrocławskiego.